# Jih proti Západu
Jih proti Západu byl závod v požárním útoku, který se konal 1. června 2019 v Budilově.

## Pozadí
Klání mezi Jihočeskou hasičskou ligou a Západočeskou hasičskou ligou se konalo v rámci 2. kola JČHL 2019. O jeho celkovém vítězi rozhodoval součet 10 nejlepších časů mužských týmů a 10 nejlepších časů ženských týmů z každé ligy.

## Výsledky
Zdroj:

### 2. kolo JČHL 2019
|          | Muži         | Ženy           |
| -------- | ------------ | -------------- |
| Vítěz    | Zahorčice    | Poděvousy      |
| 2. místo | Tálín        | Hradec         |
| 3. místo | Únětice 1911 | Úněšov         |
| 4. místo | Ledenice     | Hrdějovice "B" |
| 5. místo | Srubec       | Holubov        |

### Jih proti Západu
|          | Liga                      |
| -------- | ------------------------- |
| Vítěz    | Jihočeská hasičská liga   |
| 2. místo | Západočeská hasičská liga |